# Operace Hašmed
Operace Hašmed (hebrejsky:  מבצע השמד, Mivca Hašmed) byla vojenská akce provedená v březnu 1948, v době konce britského mandátu nad Palestinou, tedy ještě před vznikem státu Izrael, židovskými jednotkami Hagana, jejímž cílem bylo narušit dopravní tepnu mezi arabskými městy Jibna a Isdud v jižní části pobřežní planiny.
V listopadu 1947 přijala OSN plán na rozdělení Palestiny. Podle tohoto plánu měl být britský mandát nad Palestinou nahrazen dvěma samostatnými státy: židovským a arabským. V důsledku emocí předcházejících konci britského mandátu se v letech 1947-1948 rozpoutala občanská válka v Palestině mezi Židy a Araby, která se v měsících a týdnech před koncem mandátu zostřovala a kromě izolovaného násilí a teroristických útoků nabývala ráz konvenčního konfliktu.
Operaci Hašmed provedla Brigáda Giv'ati 29. března 1948. Židovské jednotky zjistily několik dnů předtím, že poblíž této silniční osy se soustřeďuje Arabská osvobozenecká armáda. Na ni byla cílena tato operace. Sestávala z intenzivních přestřelek. Padlo při ní několik židovských vojáků a 30 Arabů. Oběti byli místní Arabové, nikoliv členové Arabské osvobozenecké armády a z tohoto titulu operace nesplnila svůj účel. Později v polovině dubna 1948 se ovšem objevily některé nepřímé efekty březnové operace, zejména odstrašující efekt na místní populaci, který ztížil Arabské osvobozenecké armádě rekrutování místních obyvatel.